# Tribu kazakhe
Les tribus kazakhes (kazakh : ру, translittération : ru) sont une division en sous-groupes du peuple kazakh, définie par la parenté, et destinée à éviter les mariages consanguins. Les membres d'une même tribu n'avaient historiquement pas le droit de se marier entre eux, ceci afin d'assurer un fonctionnement exogame de la société. Une tribu kazakhe possède des caractéristiques spécifiques, comme le cri de guerre (kazakh : ұран, uran) et la tamga. Chaque tribu était dirigée par les aksakals. Il existe plus de 20 tribus, environ 200 clans et des milliers de sous-clans.
Selon la coutume kazakhe, chaque kazakh doit connaître sa généalogie jusqu'à la 7e génération (voir Chejire kazakh).

## Effectifs des différentes tribus
Un recensement réalisé sur les réseaux sociaux en 2014 donne les effectifs par tribu suivants :
Grande jüz
- Jalaïyr (kazakh : Жалайыр) — 101 000
- Sary-ouïssoun (kazakh : Сары-уйсун) — 10 000
- Chapyrachty (kazakh : Шапырашты) — 70 000
- Ysty (kazakh : Ысты) — 50 000
- Ochakty (kazakh : Ошакты) — 70 000
- Alban (kazakh : Албан) — 81 000
- Souan (kazakh : Суан) — 40 000
- Doulat (kazakh : Дулат) — 334 000
- Sirgeli (kazakh : Сиргели) — 70 000
- Chanchkyly (kazakh : Шанышкылы) — 190 000
- Kanly (kazakh : Канлы) — non renseigné
- Charkcham (kazakh : Шакшам) — non ciblé par le recensement

Jüz moyenne
- Argyn (kazakh : Аргын) — 509 000
- Kereï (kazakh : Керей) — 90 000
- Konyrat (kazakh : Конырат) — 128 000
- Kypchak (kazakh : Кыпшак) — 169 000
- Naïman (kazakh : Найман) — 395 000
- Ouak (kazakh : Уак) — non renseigné

Petite jüz
- Alimouly (kazakh : Алимулы) — 340 000, dont :
  - Chekty (kazakh : Шекты) — 80 000
  - Chomekeï (kazakh : Шомекей) — 100 000
  - Tortkara (kazakh : Торткара) — 60 000
  - Kete (kazakh : Кете) — 60 000
  - Karakessek (kazakh : Каракесек) — 25 000
  - Karassakal (kazakh : Карасакал) — 15 000

- Jetyrou (kazakh : Жетыру) — 300 000, dont :
  - Tabyn (kazakh : Табын) — 80 000
  - Jagalbaïly (kazakh : Жагалбайлы) — 70 000
  - Kereït (kazakh : Керейт) — 35 000
  - Tama (kazakh : Тама) — 70 000
  - Teleou (kazakh : Телеу) — 20 000
  - Kerderi (kazakh : Кердери) — 20 000
  - Ramadan (kazakh : Рамадан) — 5 000

- Baïouly (kazakh : Байулы) — 550 000, dont :
  - Adaï (kazakh : Адай) — 90 000
  - Baïbakty (kazakh : Байбакты) — 40 000
  - Berch (kazakh : Берш) — 70 000
  - Taz (kazakh : Таз) — 30 000
  - Cherkech (kazakh : Шеркеш) — 40 000
  - Maskar (kazakh : Маскар) — 20 000
  - Tana (kazakh : Тана) — 25 000
  - Kyzylkourt (kazakh : Кызылкурт) — 40 000
  - Altyn (kazakh : Алтын) — 25 000
  - Jappas (kazakh : Жаппас) — 70 000
  - Yssyk (kazakh : Ысык) — 20 000
  - Essentemir (kazakh : Есентемир) — 20 000
  - Alacha (kazakh : Алаша) — 60 000

Hors jüz
- Tore (kazakh : Торе) et Tolengity (kazakh : толенгиты) — (53 000)
- Nogaï-kazakh (kazakh : Ногай-казахи) — (18 000)
- Kyrgyzy (kazakh : Кыргызы) — (12 000)
- Koja (kazakh : Кожа) — (26 000)
- Karakalpak (kazakh : Каракалпак) — (5 500)
- Sounak (kazakh : Сунак) — (4 500)
- Protchie (kazakh : Прочие) — (31 000)

## Tribus de la Grand jüz
| Union de tribus | Ouïssoun (kazakh : Уйсун) | Ouïssoun (kazakh : Уйсун)                       | Ouïssoun (kazakh : Уйсун)                | Ouïssoun (kazakh : Уйсун)                                    | Ouïssoun (kazakh : Уйсун)                   | Ouïssoun (kazakh : Уйсун) | Ouïssoun (kazakh : Уйсун) |
| Tribus          | Alabany (tribu kazakhe) (ru) | Doulaty                                         | Ochakty (ru)                             | Souany (ru)                                                  | Chaprachty (ru)                             | Ysty (ru)                 | Sary ouïsyn               |
| --------------- | --- | ----------------------------------------------- | ---------------------------------------- | ------------------------------------------------------------ | ------------------------------------------- | ------------------------- | ------------------------- |
| Clans           | 1. Sary 1. Chogan 2. Dossady 3. Kajbanbet 4. Jarty 5. Aljan 6. Kourman 7. Aït 8. Bozym 9. Kystyk 1. Chybyl 1. Konyr-borik 2. Kyzyl-borik | 1. Botpaï 2. Janys 3. Sikym (ru) 4. Chymyr (ru) | 1. Atalyk 2. Baïly 3. Konyr 4. Taskoujek | 1. Baïtyougeï 2. Tokarstan 3. Bagys (ru) 4. Sartaï 5. Nartaï | 1. Ekeï 2. Emil 3. Assyl 4. Chybyl 5. Aïkym | 1. Oïyk 2. Tilik          | 1. Kalcha 2. Jakyp        |

| Tribus | Kanly (en)                                | Djalayir, | Sigeli (ru) | Chanchkyly (ru) | Chakcham                                                   |
| ------ | ----------------------------------------- | --- | --- | --- | ---------------------------------------------------------- |
| Clans  | 1. Kara-Kanly 2. Kzyl-Kanly 3. Sary-Kanly | 1. Akbiyoum 2. Andas 3. Aryktynym 4. Baïtchigir 5. Balgaly 6. Kalpe 7. Kaïchyly 8. Karachapal 9. Kouchouk 10. Myrza 11. Orakty 12. Siyrchy 13. Sypataï | 1. Baïouly 1. Aïtbozym 2. Janabaï 3. Alibaï 4. Batyr 5. Karabatyr 6. Chaldar 7. Baïjigit 8. Jaïdak 1. Ouchtanbaly(Torttanbaly) 1. Toutanbaly 2. Kaïchyly 3. Konirdek | 1. Kourbaka 1. Balyk 2. Sanyraou 3. Mamyt 1. Darkhan 1. Kyryksadak 1. Bektaou 1. Kyrpyk 2. Arapchy 3. Syrdam 1. Joïssym 2. Bagyj (ru) | 1. Aïtym (ru) 2. Sary 3. Abycha 4. Kara 5. Imam 6. Janibek |

## Tribus de la jüz moyenne
| Tribus | Argyns | Naïmans | Kiptchaks | Konyrat | Kereï (en) | Ouak (ru) |
| ------ | --- | --- | --- | --- | --- | --- |
| Clans  | 1. Meïram 1. Begendik 2. Kouandyk 3. Souïindyk (ru) 4. Chegendik 5. Karakessek (ru) 2. Momyn 1. Atygaï (ru) 2. Bassentiyn 3. Karaouyl 4. Kanjygaly (ru) 5. Tobykty 3. Jogary-chekty 4. Tomengi-chekty 5. Tarakty | 1. Sarjomart 1. Boura 2. Karataï 3. Kokjarly 1. Tolegetaï 1. Mataï 2. Karakereï 3. Sadyr 4. Tortouyl (Dotouyl) 1. Terstamgaly 1. Baganaly 2. Baltaly | 1. Koulan Kypchak 2. Sary Kypchak 3. Kitaï Kypchak 4. Kara Kypchak 1. Karabalyk 2. Koldenen 3. Boultyn 4. Ouzoun 5. Tory | Kotenchi : 1. Sangyl 2. Bojban 3. Jetimder 4. Mangytaï 5. Amanbaï 6. Jamanbaï Koktinouly : 1. Baïlar 2. Jandar 3. Orazkeldi 4. Karassirak 5. Tokbolat 6. Koulchygach 7. Algi | 1. Abak-kereï (ru) : 1. Jantekeï 2. Jadik 3. Chimoïyn 4. Choubaraïgyr 5. Merkit 6. Cherouchi 7. Sarbas 8. Molki 9. Iteli 10. Karakas 11. Konsadak 12. Jastaban 13. Itimigen 1. Achamaïly : 1. Balta 2. Kochebe 3. Tarychy 4. Siban | 1. Er Kossaï 2. Baïnazar 3. Bekte 4. D'une première épouse : 1. Sarman 2. Choga 5. Ergenekti : 1. Barjaky 2. Jansary 3. Chaïkoz 4. Bidaly |

## Tribus de la petite jüz
| Union de tribus | Alchyn (ru)                                                                     | Alchyn (ru) | Jetyrou (ru)                                                                                         |
| Tribus          | Alimouly (ru)                                                                   | Baïouly (ru) | Jetyrou (ru)                                                                                         |
| --------------- | ------------------------------------------------------------------------------- | --- | --- |
| Clans           | 1. Chekty (ru) 2. Karakessek 3. Karassakal 4. Kete 5. Tortkara 6. Chomekeï (ru) | 1. Jappas 2. Adaï (ru) 3. Alacha (en) 4. Altyn 5. Baïbakty 6. Berch (ru) 7. Essentemir 8. Cherkech (ru) 9. Kyzyl-kourt 10. Maskar 11. Taz (clan) (ru) 12. Tana 13. Yssyk (ru) | 1. Tama (clan kazakh) (ru) 2. Tabyn (ru) 3. Kerdery 4. Kereit 5. Tleou 6. Ramadan 7. Jagalbaïly (ru) |

## Tribus hors jüz

### Aksouek
- Tore (clan) (ru)
- Khodja (clan) (en)

### Autres
- Tolengit (ru)
- Nogaï-kazakh (ru)
- Kiat (ru)
- Sounak
- Kyrgyz
- Karakalpak

## Tamga et cri de guerre
Les tamgas kazakhes coïncident partiellement avec celles des Bachkirs, ce qui est lié à l’ethnogenèse complexe de ces deux peuples parents des Coumans. Certaines tribus turques anciennes ont pu jouer un rôle dans l'ethnogenèse de ces deux peuples, par exemple les tabyns qui se retrouvent dans la composition des kazakhs comme des bachkirs. Par conséquent, les tamgas de ces peuples peuvent coïncider ou se ressembler.
| Clan                      | Sous-clan           | Tamga (signe du clan)    | Ouran (Cri du clan)    |
| Grande jüz                |                     |                          | Nel                    |
| ------------------------- | ------------------- | ------------------------ | ---------------------- |
| Kanly (en)                |                     | kosseou, chylbyr         | Baïterek               |
| Djalayir                  |                     | tarak                    | Baktrian, Kabylan      |
| Doulaty                   |                     | dongelek, abak           | Baktrian               |
|                           | Sikym (ru)          | ,                        | Sikym, Rsbek           |
|                           | Janys               |                          | Janys, Tole            |
|                           | Botbaï              |                          | Botbaï, Samen          |
|                           | Chymyr              |                          | Chmyr, Koïgeldy        |
| Albany (clan kazakh) (ru) |                     |                          | Raïymbek               |
| Souany (ru)               |                     |                          |                        |
| Saryouïsyn                |                     |                          |                        |
| Chaprachty (ru)           |                     | aï (lune), toumar,       | Karassaï               |
| Ochakty (ru)              |                     | toumar                   | Baktiyar               |
| Ysty (ru)                 |                     | kosseou, chylbyr         | Jaoualtar              |
|                           | Oïyk                | kosseou, koz             |                        |
|                           | Tilik               | kosseou                  |                        |
| Sirgeli (ru)              |                     | sigre, kouraï,           | Tounagaz               |
| Chanchykyly (ru)          |                     | kol-tamga,               | Airlmas                |
| Jüz moyenne               |                     | bossaga                  |                        |
| Argyns                    |                     | koz                      | Akjol, Kara Khodja     |
|                           | Tarakty             | tarak,                   | Jaoukachar             |
|                           | Jogary Chekty       | jogary-chaekty           |                        |
|                           | Tomen chekty        | tomen-chaekty            |                        |
| Naïmans                   |                     | chomych,                 | Kaltagaï               |
|                           | Baltaly             | balta                    |                        |
|                           | Baganaly            | bagana,                  |                        |
|                           | Boura               |                          |                        |
|                           | Karakereï           |                          | Kabanbaï               |
|                           | Mataï               |                          | Boribaï                |
|                           | Sadyr               | ,                        | Aldiyar                |
| Kyptchak (ru)             |                     | kos alip                 | Aïbas                  |
| Konyrat                   |                     | bossaga                  | Alataou                |
|                           | Sangyl              | bossaga                  | Moulkamal              |
| Ouak (ru)                 | Abaraï Ajibek Choga | ,                        | Jaoubassar, Barmak     |
|                           | Ergenekty Ouak      | ergenek, ай              | Alga                   |
| Kerey                     |                     |                          | Kara Koja              |
|                           | Achamaïly           | achamaï                  |                        |
|                           | Abak                | abak                     |                        |
| Petite jüz                |                     |                          |                        |
| Baïouly (ru)              |                     |                          |                        |
|                           | Adaï                | sadak, ok                | Beket                  |
|                           | Berch               | ,                        | Agataï                 |
|                           | Altyn               | ,                        | Baïmourat              |
|                           | Jappas              | touïe moin,              | Baïmourat              |
|                           | Essentemir          | ,                        | Aldongar               |
|                           | Taz                 | ,                        | Bakaï                  |
|                           | Baïbakty            | ,                        | Daoukara               |
|                           | Tana                | alip, kosseou            | Tana                   |
|                           | Maskar              |                          | Karataï                |
|                           | Altybas (Alacha)    | ,                        | Baïbarak               |
|                           | Kyzylkourt          | ,                        | Jiembaï                |
|                           | Yssyk (ru)          | ,                        | Baïterek               |
| Alim-ouly (ru)            |                     |                          |                        |
|                           | Karassakal          | ,                        | Aldajar                |
|                           | Karakessek          | ,                        | Akban                  |
|                           | Tortkara            |                          | Airtaou                |
|                           | Chekty              | ,                        | Baktybaï, Jankhodja    |
|                           | Chemekeï (Chomen)   |                          | Doit                   |
| Jetyrou (ru)              |                     |                          |                        |
|                           | Tabyn               | chomich, tarak, kosseou  | Tostagan               |
|                           | Tama                | kos alip, tarak, chylbyr | Karaboura              |
|                           | Jagalbaïly          | balta, chekkich          | Manataou               |
|                           | Teleou              | chylbyr,                 | Toulpar, Argymak       |
|                           | Kerderi             | tostagan                 | Kojakhmet              |
|                           | Kereït              | chylbyr, kos alip        | Aksakal, Ountoum       |
|                           | Ramadan             | chomich                  | Doulat, Kaïgoulym      |
| Hors jüz                  |                     |                          |                        |
| Tore                      |                     | ,                        | Arkhar, Ablaï, Sankhaï |
| Koja                      | Alla                | ,                        |                        |
| Tolengout                 |                     | tarak                    |                        |
| Nogaï-kazakh (ru)         |                     | balga                    | Aïdarkhan              |